# Añaterve
Añaterve est un roi guanche des îles Canaries du Menceyato de Güímar à Tenerife.
Il a collaboré activement avec les Espagnols durant la conquête de Tenerife entre 1494 et 1496, en fournissant des troupes et des fournitures. Après la victoire espagnole en 1496, Añaterve et six autres menceyes furent amenés en Espagne par Alonso Fernández de Lugo pour y être présentés aux Rois Catholiques. Après son retour à Tenerife, la vie d'Añaterve est inconnue.

## Autres rois de Tenerife

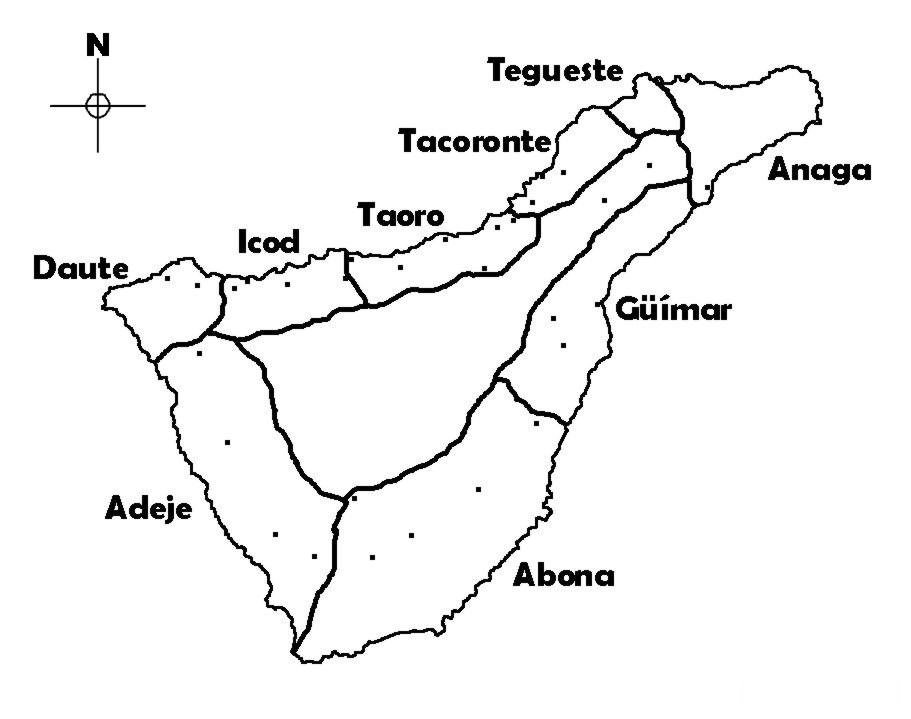
Menceyatos de Tenerife

Cent ans avant la conquête, Tinerfe régnait sur toute l'île unifiée de Tenerife.
À l'époque de la conquête espagnole, l'île de Tenerife comptait 8 autres menceyes :
- Acaimo (Menceyato de Tacoronte).
- Adjoña : (Menceyato de Abona).
- Bencomo : (Menceyato de Taoro) - puis Bentor, à la mort de Bencomo.
- Beneharo : (Menceyato de Anaga).
- Pelicar : (Menceyato de Adeje).
- Pelinor : (Menceyato de Icode).
- Romen : (Menceyato de Daute).
- Tegueste : (Menceyato de Tegueste).